# James Wilson

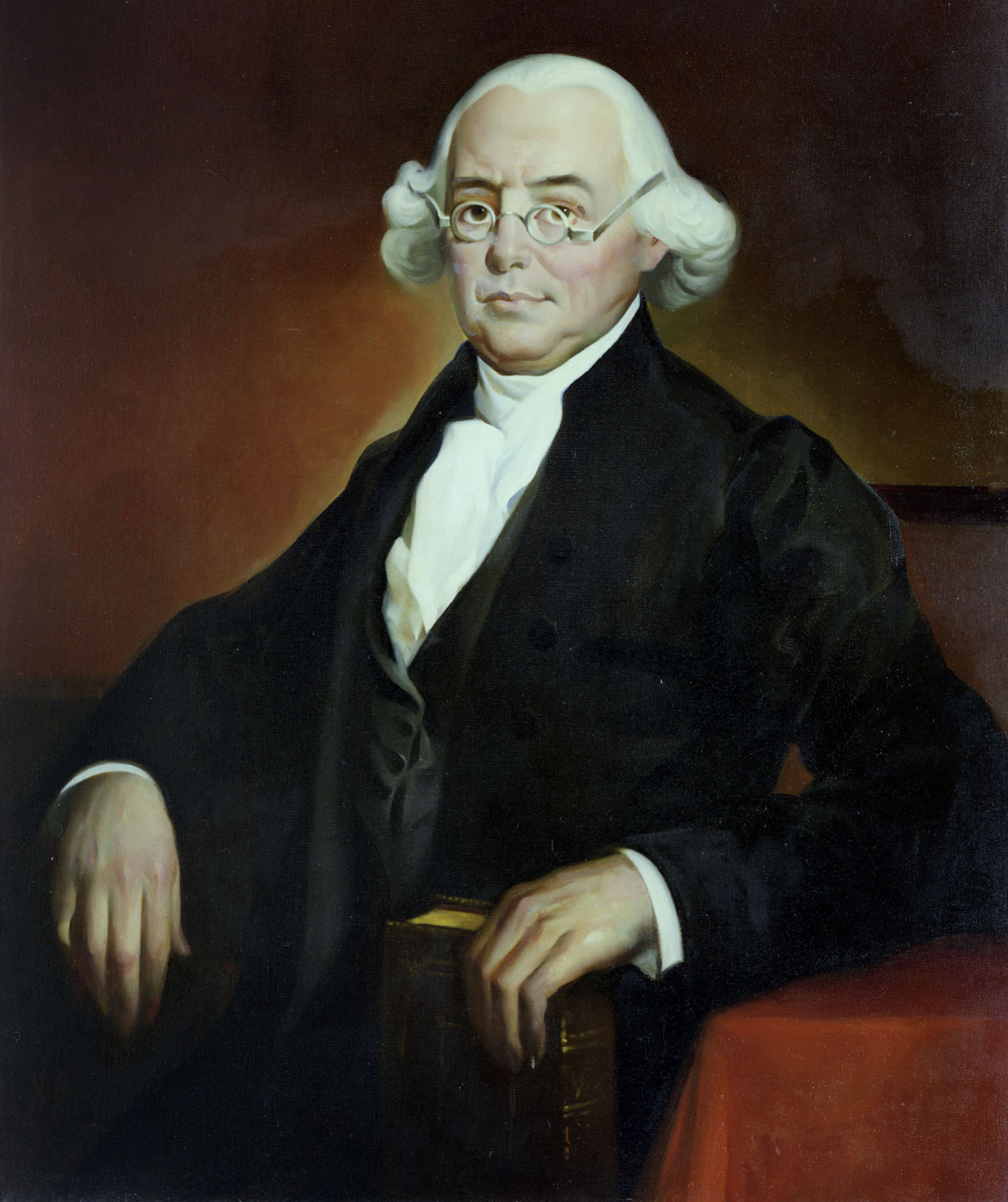
Das offizielle Bildnis von Wilson als Richter des Obersten Gerichtshofes

James Wilson (* 14. September 1742 in Carskerdo, Fife, Schottland; † 21. August 1798 in Edenton, North Carolina, USA) war einer der Unterzeichner der Unabhängigkeitserklärung der Vereinigten Staaten, wurde zweimal in den Kontinentalkongress gewählt und hat wesentlich zur Erstellung eines Entwurfs für die Verfassung der Vereinigten Staaten beigetragen. Er war ein führender Rechtstheoretiker und einer der sechs ursprünglichen Richter des Obersten Gerichtshofes, die 1789 von George Washington ernannt wurden. Wilson galt als Koryphäe, was das Thema Regierung betraf, und allgemein als der gebildetste der Gründerväter der Vereinigten Staaten. Ein Delegiertenkollege der Philadelphia Convention von 1787, die die amerikanische Verfassung hervorbrachte, beschrieb James Wilson folgendermaßen: „Es scheint, die Regierung sei ganz besonders Thema seiner Untersuchung; er kennt alle politischen Institutionen der Welt bis ins Detail und kann schrittweise alle Ursachen und Wirkungen aller Revolutionen von den frühesten Stadien der altgriechischen Staatengemeinschaft bis in die heutige Zeit benennen.“ Zusammen mit James Madison war er wohl auch am besten bewandert auf dem Gebiet der Volkswirtschaft.

## Lebenslauf
James Wilson wurde 1742 als eines von sieben Kindern einer presbyterianischen Bauernfamilie in Carskerdo im Bezirk Fife im schottischen Unterland geboren. Seine Ausbildung erhielt er an der Universität St Andrews, der Universität Edinburgh sowie der Universität Glasgow, war jedoch aufgrund des Todes seines Vaters nicht imstande, sein Studium der Rechtswissenschaften mit einem Abschluss zu beenden. Daraufhin ging er im Jahre 1765 nach Amerika, wo er schnell eine Stelle als Tutor am College of Philadelphia fand. Nach der Ankunft in Philadelphia bekam er eine Anstellung als Kanzleiassistent beim dort ansässigen Rechtsanwalt John Dickinson, wo er einen Großteil seines juristischen Fachwissens erwarb. Nach einigen Jahren als Assistent bestand er seine Anwaltsprüfung und eröffnete daraufhin seine eigene Kanzlei erst in Reading und dann in Carlisle, einer Kleinstadt westlich von Harrisburg. Er wurde einer der gefragtesten Anwälte seiner Zeit.
Mit seinem 1774 veröffentlichten Pamphlet „Considerations on the Nature and Extent of the Legislative Authority of the British Parliament“ (deutsch: „Betrachtungen zu Wesen und Umfang der legislativen Befugnisse des britischen Parlaments“) nahm er eine revolutionäre Haltung ein. Obwohl es von damaligen Gelehrten als gleichbedeutend mit den wegweisenden Schriften Thomas Jeffersons und John Adams’ angesehen wird, hatte Wilson es bereits 1768 niedergeschrieben. Damit ist es möglicherweise die erste stichhaltig formulierte Argumentation gegen die britische Vorherrschaft auf dem amerikanischen Kontinent.
Wilson begann zudem eine militärische Laufbahn, so war er 1775 Oberst des 4th Battalion of Associators und stieg weiter im Rang bis zum Brigadegeneral der State Militia auf.
Als Mitglied des Philadelphia Congress im Jahr 1776 war Wilson ein entschiedener Befürworter der amerikanischen Unabhängigkeit und hoch angesehen bei seinen Mit-Abgeordneten. Da jedoch Pennsylvania gespalten war, was die Trennung der Staaten von England anging, lehnte er es anfänglich ab, in dieser Frage im Kongress zu wählen, da er den Wünschen seiner Wähler nicht widerstreben wollte. Dies änderte sich, als er von Seiten der Bevölkerung deutlichen Rückhalt für seine Position gewann.

Es wird oft fälschlich angenommen, John Trumbulls berühmtes Gemälde zeige die Unterzeichnung der Unabhängigkeitserklärung. In Wirklichkeit ist jedoch abgebildet, wie die fünf Mitglieder des Entwurfskomitees ihre Arbeit dem Kongress vorstellen. Das Bild ziert auch die Rückseite einer US-amerikanischen 2-Dollar-Note.

Wilsons nachhaltigste Wirkung auf sein Land rührte aus seiner Mitgliedschaft beim Committee of Detail her, welches im Jahre 1787, ein Jahr nach dem Tod seiner Frau, den ersten Entwurf für eine Verfassung für die Vereinigten Staaten schuf. Er wollte, dass Senatoren und der Präsident vom Volk gewählt werden, und schlug außerdem den Three-Fifth Compromise auf einer Zusammenkunft des Komitees vor, durch welchen nur drei Fünftel der Anzahl der Sklaven bei der Berechnung der Delegiertenanzahl jedes Staates für das Repräsentantenhaus sowie die Steuerverteilung auf die einzelnen Staaten zählten. Anlass zu diesem Vorschlag war hauptsächlich die Tatsache, dass die sklavenhaltenden Farmer der Südstaaten ihre Sklaven bei der Einwohnerzahl ihres Staates, durch welche die Zahl der zu delegierenden Repräsentanten bestimmt wurde, mitberechnen wollten. Die Nordstaaten hielten dies für ungerecht. Daraus ergab sich schließlich dieser Kompromiss.
Wilson erkannte klar die Probleme, die sich aus der doppelten Souveränität ergaben: Zum einen der Souveränität der einzelnen Staaten, dann aber auch der Souveränität des Staatenbundes gegenüber anderen Nationen. Er sah gleichzeitig eine grenzenlose Zukunft für die Vereinigten Staaten und setzte sich daher nachdrücklich für eine Annahme der Verfassung ein, obwohl er nicht mit allen Teilen der endgültigen Fassung einverstanden war, welche notwendigerweise Kompromisse enthielt. Er hielt zu diesem Zweck Wahlreden und sorgte so dafür, dass Pennsylvania nach Delaware der zweite Staat wurde, der das Dokument bei der Ratifizierungsversammlung akzeptierte. Von besonderer Bedeutung war in diesem Zusammenhang eine Rede, die er am 6. Oktober 1787 im State House Yard hielt und die sowohl lokal wie auch national Maßstäbe setzte. Darin ging es insbesondere um die Tatsache, dass die Vereinigten Staaten zum ersten Mal in ihrer Geschichte eine vom Volk gewählte Regierung für das ganze Land erhalten sollten. Später wirkte Wilson mit bei der Überarbeitung des Entwurfes der Verfassung des Staates Pennsylvania von 1776 und führte die Fraktion, die für eine neue Verfassung eintrat. Er traf eine Abmachung mit William Findley, dem Vorsitzenden der Oppositionsfraktion, durch welche die ausschließlich parteistrategische Herangehensweise des Volkes an die Politik ihres Staates begrenzt wurde und die dazu führte, dass der Diskurs sich mehr den tatsächlichen Sachthemen zuwandte.
1790 begann Wilson, eine Reihe von Jura-Vorlesungen am College of Philadelphia zu geben. Dies war erst die zweite Vorlesungsreihe zu Jura an einer Hochschule der Vereinigten Staaten. Wie viele seiner gebildeten Zeitgenossen betrachtete er das Studium der Rechtswissenschaften als einen Zweig einer umfassenden, allgemeinen Ausbildung, nicht nur als Vorbereitung auf die Ausübung eines Berufs in diesem Bereich. Im April des folgenden Jahres brach er die Vorlesungen ab, da er an der Reihe war, den Pflichten eines Postens als Richter im Obersten Gerichtshof nachzukommen. Es deutet vieles darauf hin, dass er einen zweiten Kurs Ende 1791 oder Anfang 1792 begann, als das College of Philadelphia bereits in die University of Pennsylvania eingegliedert worden war, jedoch hörten seine Vorlesungen zu einem nicht überlieferten Zeitpunkt wieder auf und fingen nicht wieder an. Die Vorlesungen wurden, bis auf die erste, zu seinen Lebzeiten nicht schriftlich verlegt; nach seinem Tod veröffentlichte sie sein Sohn Bird Wilson im Jahr 1804.
Zuletzt war Wilsons Leben vor allem durch sein Scheitern geprägt. Durch Investitionen in Ländereien verschuldete er sich hoch und wurde deshalb in Burlington (New Jersey) kurz ins Gefängnis gesteckt. Sein Sohn bezahlte seine Schulden, und Wilson ging nach North Carolina, um anderen Gläubigern zu entkommen, wurde dort jedoch erneut kurz inhaftiert. Dennoch wurde er dort als Bezirksrichter angestellt. 1798 erkrankte er an Malaria, schaffte es aber, die Krankheit zu überwinden; er starb dennoch im August desselben Jahres an einem Schlaganfall, als er gerade einen Freund in Edenton besuchte. Wilson wurde dann auch zuerst auf einem Friedhof in diesem Ort begraben, sein Grab wurde jedoch im Jahre 1906, über 100 Jahre später, nach Philadelphia auf den Christ Churchyard verlegt.